# Ipoteca fiscale
L'ipoteca fiscale è, nel diritto italiano, quella particolare forma di ipoteca iscritta sui beni del debitore, da parte del concessionario per la riscossione, al fine di ottenere il recupero delle somme dovute all'Ente impositore. L'ipoteca, in finanziaria, è un diritto reale di garanzia che si costituisce a favore del creditore per una determinata somma, posta a carico di certi beni di proprietà del debitore

## Caratteristiche
L''ipoteca cautelare fiscale prevista dall'art. 26 della 7 gennaio 1929, n. 4, costituiva una misura cautelare applicabile indipendentemente dall'accertamento della esistenza e della entità dell'obbligazione tributaria e che aveva funzione analoga al sequestro conservativo. L'ipoteca fiscale nasce per legge contemporaneamente al credito fiscale che ne risulta garantito e non necessita di alcuna iscrizione a registro fondiario. Inoltre, presenta carattere accessorio rispetto al credito fiscale a cui si riferisce e, dunque, ne segue le sorti. Ovviamente le spese, tanto di accensione che di cancellazione, sono a carico del debitore.
L'ipoteca fiscale aveva natura giudiziale secondo la giurisprudenza di merito.
Una certa confusione sorge dal fatto che la legge n. 4/1929 e le norme tributarie successive non specificano la natura dell'ipoteca (volontaria, legale o giudiziale), compito che viene di conseguenza delegato all'interpretazione in sede giudiziale.
Recentemente però la Corte suprema di cassazione italiana ha invece negato tale natura, in quanto a fondamento della stessa vi è un provvedimento amministrativo e non giudiziale.

## Disciplina normativa

### Iscrizione
L'art. 77 del DPR n. 602 del 1973, prevede che essa venga iscritta in misura pari al doppio dell'importo dovuto e deve essere preceduta da un avviso di mora contenente l'invito ad adempiere entro 5 giorni nel caso in cui non sia accesa entro un anno dalla notifica della cartella esattoriale.
In ogni caso, la fase successiva (ossia la vendita all'asta dell'immobile precedentemente ipotecato) non può essere azionata se non trascorrono almeno sei mesi dalla comunicazione dell'iscrizione dell'ipoteca sui beni gravati.

### Impugnabilità
Il provvedimento di iscrizione di ipoteca fiscale è impugnabile dinanzi al giudice tributario, se a monte si controverta di tributi comunque denominati, secondo quanto previsto dal comma 26-quinquies dell'art. 35 del decreto legge n. 223 del 2006. Tale decreto, convertito nella legge n. 248 del 2006, ha introdotto nell'art. 19, comma 1, del decreto legislativo n. 546 del 1992 sul contenzioso tributario, due ulteriori ipotesi di atti impugnabili di fronte alle Commissioni tributarie, e cioè le iscrizioni di ipoteca e il fermo di beni mobili registrati. Resta, infatti, fermo il limite della giurisdizione tributaria, siccome tracciato dall'art. 2 del d. lgs 546/1992.

Se, dunque, il credito posto a base dell'iscrizione ipotecaria non ha natura tributaria (ad esempio se si tratta di contributi previdenziali e assistenziali, oppure sanzioni per violazioni al codice della strada) la giurisdizione spetta al giudice ordinario.

### Revocabilità
Diversamente dall'ipoteca fiscale giudiziale, per l'ipoteca legale, (e resta da verificare che l'ipoteca fiscale, quella iscritta dall'amministrazione finanziaria, abbia tale natura), in generale, non è ammessa la revocatoria, quando l'ipoteca è iscritta nei sei mesi anteriori alla dichiarazione di fallimento (art. 67 della legge n. 4/1929).
L'ipoteca cautelare fiscale ha natura legale, non revocabile, (art. 4) e non equivalente all'ipoteca fiscale.
Escluso il caso generale, rimane oggetto di discussione se l'ipoteca legale sia revocabile, secondo l'articolo citato, per gli atti costitutivi di un diritto di prelazione per debiti contestualmente creati: si tratta di revocabilità indiretta, vale a dire tramite l'impugnazione dell'atto da cui deriva l'ipoteca, anche se la giurisprudenza si è dimostrata storicamente contraria.